# Mistrzostwa Polski w Kajakarstwie 2007
69. Mistrzostwa Polski seniorów w kajakarstwie – odbyły się w dniach 8 - 9 września 2007 roku na torze Malta w Poznaniu.

## Medaliści

### Mężczyźni

#### Kanadyjki
| Konkurencja | Złoto                                                                          | Czas     | Srebro                                                                                 | Czas     | Brąz                                                                                | Czas     |
| C-1 200 m   | Wojciech Tyszyński (Victoria Sztum)                                            | 43,914   | Paweł Baraszkiewicz (Posnania)                                                         | 44,214   | Adam Ginter (Spójnia Warszawa)                                                      | 44,322   |
| C-1 500 m   | Adam Ginter (Spójnia Warszawa)                                                 | 1:54,352 | Mariusz Kruk (Posnania)                                                                | 1:54,418 | Kamil Mendalka (Posnania)                                                           | 1:55,631 |
| C-1 1000 m  | Adam Ginter (Spójnia Warszawa)                                                 | 4:00,781 | Wojciech Tyszyński (Victoria Sztum)                                                    | 4:00,823 | Marcin Grzybowski (Posnania)                                                        | 4:01,897 |
| C-2 200 m   | Paweł Baraszkiewicz Daniel Jędraszko (Posnania)                                | 40,251   | Roman Rynkiewicz Łukasz Woszczyński (AZS AWF Gorzów Wlkp.)                             | 41,271   | Łukasz Gros Tomasz Wandzik (AZS AWF Gorzów Wlkp.)                                   | 42,357   |
| C-2 500 m   | Daniel Jędraszko Marcin Grzybowski (Posnania)                                  | 1:45,644 | Roman Rynkiewicz Łukasz Woszczyński (AZS AWF Gorzów Wlkp.)                             | 1:46,442 | Łukasz Gros Dawid Markowski (AZS AWF Gorzów Wlkp.)                                  | 1:48,482 |
| C-2 1000 m  | Paweł Baraszkiewicz Mariusz Kruk (Posnania)                                    | 3:42,720 | Roman Rynkiewicz Łukasz Woszczyński (AZS AWF Gorzów Wlkp.)                             | 3:44,052 | Łukasz Gros Dawid Markowski (AZS AWF Gorzów Wlkp.)                                  | 3:46,338 |
| C-4 200 m   | Posnania I Mariusz Kruk Kamil Mendalka Sebastian Osiurak Przemysław Kaczmarek  | 37,094   | Posnania II Daniel Jędraszko Paweł Baraszkiewicz Tomasz Tomalak Marcin Grzybowski      | 37,849   | AZS AWF Gorzów Wlkp. Roman Rynkiewicz Łukasz Woszczyński Łukasz Gros Tomasz Wandzik | 38,029   |
| C-4 500 m   | Posnania I Daniel Jędraszko Paweł Baraszkiewicz Sebastian Osiurak Mariusz Kruk | 1:41,652 | Posnania II Paweł Dochniak Przemysław Kaczmarek Tomasz Tomalak Karol Kozłowski         | 1:42,630 | AZS AWF Gorzów Wlkp. Łukasz Gros Dawid Markowski Tomasz Wandzik Rafał Brzozek       | 1:44,466 |
| C-4 1000 m  | Posnania I Marcin Grzybowski Mariusz Kruk Kamil Mendalka Przemysław Kaczmarek  | 3:29,447 | AZS AWF Gorzów Wlkp. Roman Rynkiewicz Łukasz Woszczyński Rafał Brzozek Dawid Markowski | 3:31,733 | Posnania II Paweł Dochniak Marcin Frączek Sebastian Osiurak Karol Kozłowski         | 3:33,041 |

#### Kajaki
| Konkurencja | Złoto                                                                         | Czas     | Srebro                                                                              | Czas     | Brąz                                                                                              | Czas     |
| K-1 200 m   | Piotr Siemionowski (Baza Mrągowo)                                             | 37,540   | Marek Twardowski (Sparta Augustów)                                                  | 38,123   | Michał Nowakowski (UKS Błyskawica Rokietnica)                                                     | 38,993   |
| K-1 500 m   | Marek Twardowski (Sparta Augustów)                                            | 1:43,971 | Piotr Siemionowski (Baza Mrągowo)                                                   | 1:44,571 | Przemysław Gawrych (Posnania)                                                                     | 1:45,681 |
| K-1 1000 m  | Mariusz Kujawski (Zawisza Bydgoszcz)                                          | 3:34,521 | Tomasz Olszewski (Posnania)                                                         | 3:37,371 | Jakub Cebula (AZS AWF Gorzów Wlkp.)                                                               | 3:38,745 |
| K-2 200 m   | Marek Twardowski Adam Wysocki (Sparta Augustów)                               | 36,024   | Przemysław Gawrych Dawid Wardowicz (Posnania)                                       | 36,726   | Sylwester Pawlak, Mariusz Słowiński (Zawisza Bydgoszcz) Robert Krawiec, Łukasz Przybył (Posnania) | 36,786   |
| K-2 500 m   | Marek Twardowski Adam Wysocki (Sparta Augustów)                               | 1:34,703 | Adam Seroczyński Dawid Wardowicz (Posnania)                                         | 1:35,147 | Marcin Nickowski Jakub Cebula (AZS AWF Gorzów Wlkp.)                                              | 1:36,683 |
| K-2 1000 m  | Krzysztof Łuczak Adam Seroczyński (Posnania)                                  | 3:23,489 | Łukasz Jędrzejczak Rafał Maroń (Posnania)                                           | 3:25,085 | Przemysław Gawrych Wojciech Gawronek (Posnania)                                                   | 3:26,285 |
| K-4 200 m   | Posnania I Przemysław Gawrych Dawid Wardowicz Tomasz Olszewski Jakub Siast    | 32,945   | Zawisza Bydgoszcz Mariusz Kujawski Sylwester Pawlak Paweł Baumann Mariusz Słowiński | 33,797   | Posnania II Ernest Łatkowski Łukasz Przybył Robert Krawiec Wojciech Gawronek                      | 34,097   |
| K-4 500 m   | Posnania I Adam Seroczyński Dawid Wardowicz Tomasz Olszewski Krzysztof Łuczak | 1:26,898 | Zawisza Bydgoszcz Mariusz Kujawski Sylwester Pawlak Paweł Baumann Mariusz Słowiński | 1:27,132 | Posnania II Jakub Siast Robert Krawiec Wojciech Gawronek Łukasz Przybył                           | 1:27,156 |
| K-4 1000 m  | Posnania I Adam Seroczyński Dawid Wardowicz Tomasz Olszewski Krzysztof Łuczak | 3:00,307 | Zawisza Bydgoszcz Mariusz Kujawski Sylwester Pawlak Paweł Baumann Mariusz Słowiński | 3:00,697 | Posnania II Ernest Łatkowski Jakub Siast Wojciech Gawronek Łukasz Jędrzejczak                     | 3:06,895 |

### Kobiety

#### Kajaki
| Konkurencja | Złoto                                                                                          | Czas     | Srebro                                                                                    | Czas     | Brąz                                                                                     | Czas     |
| K-1 200 m   | Dorota Kuczkowska (Spójnia Warszawa)                                                           | 44,317   | Marta Walczykiewicz (Posnania)                                                            | 45,241   | Izabela Pituła (MLKS Gorzów Wlkp.)                                                       | 47,455   |
| K-1 500 m   | Beata Mikołajczyk (UKS Kopernik Bydgoszcz)                                                     | 1:58,008 | Ewelina Wojnarowska (Warta Poznań)                                                        | 1:59,682 | Iwona Pyżalska (Posnania Poznań)                                                         | 2:00,426 |
| K-1 1000 m  | Beata Mikołajczyk (UKS Kopernik Bydgoszcz)                                                     | 4:29,457 | Małgorzata Chojnacka (Posnania)                                                           | 4:31,185 | Apolonia Siwińska (Spójnia Warszawa)                                                     | 4:33,285 |
| K-2 200 m   | Marta Walczykiewicz Monika Borowicz (Posnania)                                                 | 41,842   | Dorota Kuczkowska Paulina Wiewióra (Spójnia Warszawa)                                     | 42,670   | Iwona Pyżalska Aneta Białkowska (Posnania}                                               | 44,284   |
| K-2 500 m   | Sandra Pawełczak Beata Mikołajczyk (UKS Kopernik Bydgoszcz)                                    | 1:48,750 | Małgorzata Chojnacka Marta Walczykiewicz (Posnania Poznań)                                | 1:50,448 | Magdalena Krukowska Karolina Wysocka (UKS Kopernik Bydgoszcz)                            | 1:50,460 |
| K-2 1000 m  | Sandra Pawełczak Beata Mikołajczyk (UKS Kopernik Bydgoszcz)                                    | 3:46,364 | Iwona Pyżalska Aneta Białkowska (Posnania)                                                | 3:47,972 | Małgorzata Chojnacka Marta Walczykiewicz (Posnania)                                      | 3:49,436 |
| K-4 200 m   | Posnania II Marta Walczykiewicz Iwona Pyżalska Patrycja Zając Aneta Szulc                      | 39,584   | Spójnia Warszawa Apolonia Siwińska Renata Klekotko Ewelina Staniszewska Dorota Kuczkowska | 40,160   | Posnania I1 Monika Borowicz Małgorzata Chojnacka Aneta Białkowska Alicja Suchecka        | 40,850   |
| K-4 500 m   | Posnania I Poznań Monika Borowicz Małgorzata Chojnacka Marta Walczykiewicz Iwona Pyżalska      | 1:39,728 | Posnania II Poznań Aneta Białkowska Agnieszka Kowalczyk Zyta Zydorczak Alicja Suchecka    | 1:40,148 | Spójnia Warszawa Apolonia Siwińska Renata Klekotko Ewelina Staniszewska Paulina Wiewióra | 1:41,180 |
| K-4 1000 m  | UKS Kopernik Bydgoszcz Beata Mikołajczyk Sandra Pawełczak Magdalena Krukowska Karolina Wysocka | 3:24,235 | Posnania Monika Borowicz Iwona Pyżalska Aneta Białkowska Aneta Szulc                      | 3:25,975 | Spójnia Warszawa Apolonia Siwińska Renata Klekotko Ewelina Staniszewska Paulina Wiewióra | 3:26,479 |